# Abborrtjärnen (Ljustorps socken, Medelpad, 696051-156611)
Abborrtjärnen är en sjö i Timrå kommun i Medelpad och ingår i Indalsälvens huvudavrinningsområde.